# Madárvonulás

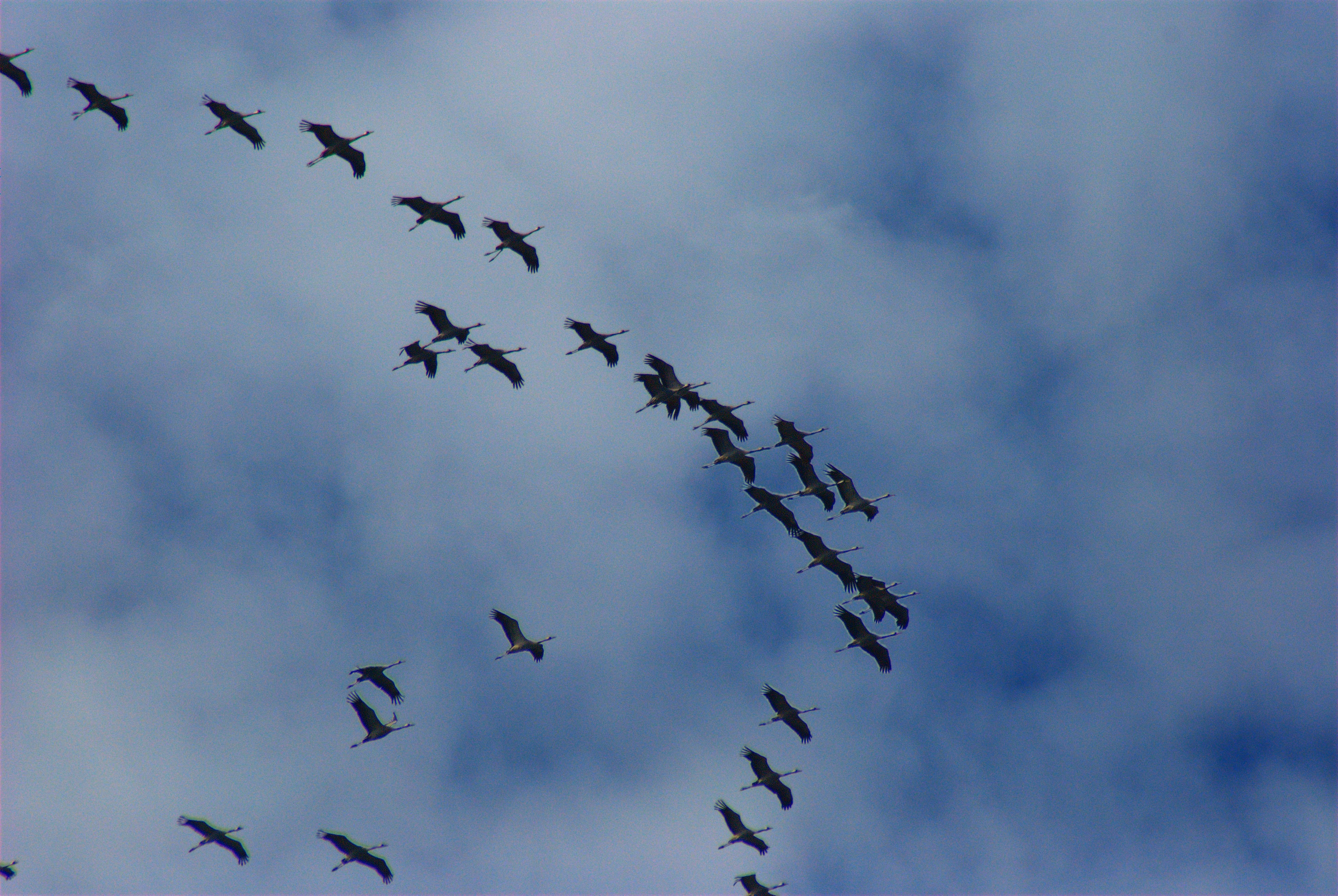
Szállnak a darvak Spanyolországban

Madárvonulásnak egyes madárfajok populációinak évente ismétlődő vándorlását nevezzük. A madarak közel 150 millió éves evolúciója során valószínűleg többször is kialakult. A madárvonulás kezdete, időtartama, útvonala fajonként és a különböző fajokon belül populációnként is eltérő lehet. Ennek ellenére az eltérő földrajzi elterjedésű populációk vándorlása a kontinensek, tengerek, hegyvonulatok és más terepalakulatok vonulást segítő vagy akadályozó hatása miatt transzkontinentális vonulási mintázatokba rendeződik.
A vonuló madarak két csoportra oszthatók:
- "fakultatív vonulók" – amelyekét külső (időjárási) tényezők határozzák meg
- "obligát vonulók" – amelyekét belső (öröklött) tényezők határozzák meg

A nem vonuló madárfajokat állandó madaraknak nevezzük.

## A madárvonulás oka és kialakulása

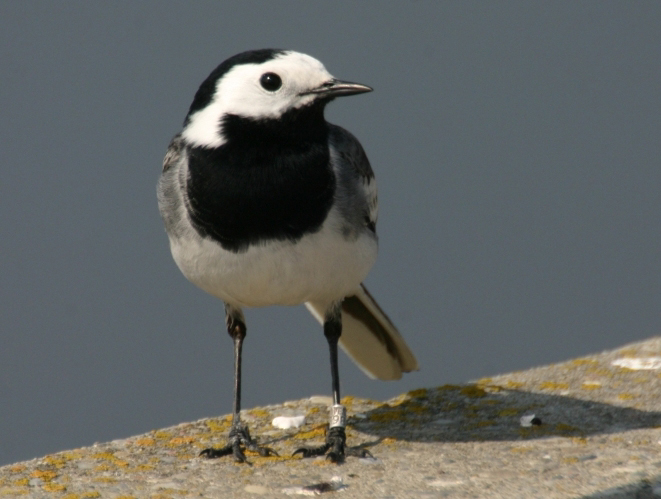
Gyűrűs barázdabillegető (Budapest M38986)

A madárvonulás a viselkedés evolúciós folyamata során alakult ki a kontinensvándorlás és az éghajlati változások következményeként. A jégkorszak végén a visszahúzódó jégtakaró eltűnésével az északi féltekén északi irányba tolódtak el a növényzeti övek. A vegetáció faji gazdagodását, a biomassza tömegének növekedését a fauna mennyiségi és minőségi változása is követte. Az elérhetővé váló források kihasználásához a madaraknak elsősorban a viselkedésüket kellett megváltoztatni, hiszen a kedvező táplálkozási feltételek számos faj számára csak a nyári hónapokban, a szaporodási időszakban adottak. Telelni melegebb éghajlatú területekre kell húzódniuk, ellenkező esetben éhen halnának. Ezt az elméletet támasztja alá, hogy sok esetben a vonulási útvonal messze esik a fészkelő és telelő területet összekötő optimális úttól, viszont jól magyarázható az éghajlati változásokkal. A jelenleg is zajló klímaváltozás miatt egyes vonuló fajok elterjedési területe és vonulási útvonala is módosul.

## Jellemzői
A madárvonulás fontos jellemzője az éves szezonalitás, amelynek oka az elérhető táplálék mennyiségének jelentős változása, kiváltó oka a nappalok hosszának (megvilágítás) rövidülése (őszi vonulás), illetve hosszabbodása (tavaszi vonulás).
A vándormadarak közé tartoznak szárazföldi, vízi és parti fajok, amelyek mérsékelt vagy hideg égövben szaporodnak, és költési időn kívül a trópusokra vagy a másik féltekére repülnek. Indulás előtt feltöltik raktáraikat, testzsírjuk megnövekszik, és egyes szerveik összemennek, mivel a hosszú repülőutak nagyon energiaigényesek, különösen, ha tengereken vagy sivatagokon repülnek át, és nincs lehetőségük táplálkozni. A szárazföldi vándormadarak többnyire körülbelül 2500 km-t, a parti madarak 4000 km-t tudnak megtenni. A rekorder a kis goda, ami éjjel-nappal repülve 10200 km-re jut el.  Tengeri vándormadarak még hosszabb utakra indulnak, a leghosszabb utat a Chilében és Új-Zélandon költő szürke vészmadár teszi meg, és Japánban, Alaszkában és Kaliforniában tölti a nyarat. Évente összesen 64 ezer kilométert utazik. Más tengeri madarak inkább rögzített útvonal nélkül nagy távolságokra kóborolnak. A Déli-óceánon fészkelő albatroszok gyakran egészen az északi sarkvidékig repülnek.
A többi faj is kóborol, azaz rögzített útvonal nélkül rövidebb távolságokat tesz meg, hogy elkerülje a rossz időjárást és táplálékot szerezzen. Ilyenek a pintyek, amelyek költőhelyükhöz sem ragaszkodnak; évről évre új helyet keresnek maguknak, így ha az egyik évben sokan vannak egy helyen, akkor a következőben lehet, hogy eltűnnek onnan. Előfordul, hogy ugyanannak a fajnak az északibb területein költő példányai oda húzódnak, ahol fajtársaik egész évben tartózkodnak. Mások csak részben vándorolnak, általában nőstények és alávetett hímek. Egyes régiókban sok faj viselkedik így; Ausztráliában a nem énekesmadarak körében 44%, míg énekeseknél 32%. Magassági vándorlásra hegyekben költő fajok indulnak, a rossz idő közeledtével lejjebb vándorolnak. Ezt többnyire a lehűlés váltja ki, és a hegyek lakói jobb táplálékellátottságú helyeket keresnek maguknak.  Néhány faj nomád életmódú, nem tart territóriumot, hanem mindig oda vonul, ahol megfelelőek a körülmények. A papagájok rövidebb utakat tesznek meg.
Már régóta ismert, hogy a madarak visszatalálnak fészkelőhelyükre. Az 1950-es években Bostonban útjára bocsátottak egy atlanti vészmadarat, aki 13 nap alatt 5150 km távolságról visszatért kolóniájába a walesi Skomernál. Vándorlásuk alatt a madarak többféleképpen is tájékozódnak. Nappal a Napot, éjjel a Holdat és a csillagokat használják iránytűnek. A Nap helyzetének változását belső órájuk segítségével kompenzálják. A csillagok közül a poláris csillagképek helyzetéhez igazodnak. Emellett egyes fajok a Föld mágnesességét is kihasználják.

## A madárvonulás megismerése
Annak ellenére, hogy a nyáron közönségesen előforduló madarak egy része télire eltűnik, helyükre más fajok érkezhetnek, amelyek a tavasz beköszöntével újra kicserélődnek a fészkelő fajok egyedeivel, a madárvonulás jelenségét sokáig nem ismerték fel. Különböző népi hiedelmek, elméletek alakultak ki a jelenség magyarázatára. A vonulás néhány fontosabb jellemzője, pl. a szabályszerűen ismétlődő volta azonban régóta ismert: "A gólya fenn az égen ismeri a maga idejét; a gerlice, a fecske és a daru pontosan tudja, mikor kell költöznie." (Jeremiás 8.7), "Bölcsességed szerint szállt talán a sólyom, s terjeszti szárnyait dél felé repülve?" (Jób 39.26).
Egy népszerű elmélet a hibernáció (téli álom) volt, melyet már Arisztotelész is feltételezett. Eszerint egyes madarak faodvakban, sziklaüregekben töltik a telet, ahol fürtökben lógnak a falon. Ezt Spallazani cáfolta meg kísérletével: a mesterséges hidegnek kitett fecskék 14 oC-nál elpusztultak. Jelen ismereteink szerint mindössze egyetlen faj a Észak-Amerikában honos téli estifecske esetében figyelhető meg hibernáció a környezet lehűlése esetén.
Egy másik elmélet szerint, melyet már Caius Plinius Secundus is leírt, a nyáron előforduló madarak a tél közeledtével más madárrá változnak át (például a kakukkok héjákká), majd tavasszal visszaváltoznak. Ismert volt a madarat termő fa legendája is, mely szerint tavasszal a madarak növényekből kelnek ki.
A középkorban elterjedt az ún. alámerülési (szubmerziós) elmélet, melynek egyik fő népszerűsítője Olaus Magnus svéd érsek volt. Ezt fecskékre "dolgozták ki" részletesebben: eszerint a fecskék „ősszel a nádasokban gyülekeznek, ahol hosszú, bánatos dallal búcsúznak a napfénytől, majd a víz alá merülnek és hosszú láncokat alkotnak oly módon, hogy mindegyik bekapja az előtte lévő lábát”. Ezt az elképzelést egy Jenner nevű kutató döntötte meg kísérleti úton: víz alá merített egy sarlósfecskét, amely percek alatt elpusztult.
Időközben napvilágot láttak azok, a megfigyelések helyes értelmezésén alapuló leírások is, amelyek végre megalapozott magyarázatot adhattak a tapasztalatokra. II. Frigyes német-római császár és természettudós volt aki "De arte venandicum avibus" című művében először helyesen felismerte, hogy a madarak őszi elvonulását a hőmérséklet csökkenése, a táplálékhiány és valamiféle előérzet váltja ki Miskolczi Gáspár 1702-ben így ír: „Mikor a gólyák el akarnak menni, annak elötte egy bizonyos helyen gyülekeznek és onnét mind együtt indulnak el... Hasonlóképpen a gyönyörűséges tavaszi idő elközelgetvén, mikor azon jó meleg tartományokból, tudniillik Asiából, Afrikából és azoknak több egyék környékeiből meg akarván térni, ekkor is hasonlóképen egybe gyülekeznek”.